# Acacia flagelliformis
Acacia flagelliformis é uma espécie de leguminosa do gênero Acacia, pertencente à família Fabaceae.